# Sonic Blast
Sonic Blast, в Японії відома як G Sonic (яп. G ソニック) — це відеогра з серії Sonic the Hedgehog, розроблена компанією Aspect Co. та видана Sega для портативної гральної системи Sega Game Gear у 1996 році. Через рік, у 1997 на бразильському ринку вийшла версія для Sega Master System, видана компанією Tec Toy. Гра пізніше була портована на різні ігрові платформи кількох поколінь та входила до складу деяких збірників.
Гра є сиквелом Sonic Triple Trouble. Характерною особливістю цієї гри є заздалегідь відрендерена графіка. Ігровий процес подібний до попередніх ігор серії. Гравцеві дається можливість грати за двох персонажів — їжака Соніка і єхидну Наклза, що володіють унікальними здібностями й протистоять лиходію доктору Роботніку. Протягом гри потрібно збирати Смарагди Хаосу, наявність яких відкриває гарну кінцівку гри.
Sonic Blast розроблялася для ігрових систем Game Gear та Master System, таким чином ставши однією з останніх ігор для даних ігрових систем. Гра одержала неоднозначні відгуки від критиків. З переваг Sonic Blast оглядачі називали непогану графіку та ігровий процес, але повільна швидкість гри та технічні недоліки змушували рецензентів знижувати оцінку проєкту.

## Ігровий процес

Сонік на рівні «Green Hill» (версія для Sega Game Gear). Відмінною рисою гри є відрендерена графіка, що надає ефекту. тривимірності

Sonic Blast є жанровим платформером, виконаним у псевдотривимірній графіці. За сюжетом гри їжак Сонік і єхидна Наклз об'єднуються, щоб зібрати Смарагди Хаосу і протистояти лиходію доктору Роботніку, який за допомогою сили цього каміння хоче зміцнити свою базу на Південному Острові.
Ігровий процес Sonic Blast схожий на попередні ігри серії. Гравець повинен пройти п'ять зон («Green Hill», «Yellow Desert», «Red Volcano», «Blue Marine» та «Silver Castle»). Кожна зона поділена на три акти, причому у третьому, гравець має перемогти боса. Гравець повинен збирати кільця, розкидані за рівнем, які є очки життя. Як і в грі Sonic Triple Trouble, при атаці ворога, персонаж втратить лише частину кілець, а не всі одразу, як у більшості інших іграх серії. Якщо гравець зазнає втрат від противника за відсутності кілець, то втратить життя. На рівнях можуть бути монітори, при розбиванні яких, вони дають гравцю додаткові кільця та інші можливості. Щоб знищувати противників — різних роботів доктора Роботніка, персонаж повинен стрибнути на нього, згорнувшись у клубок. Проходження кожного акта обмежено десятьма хвилинами; залежно від витраченого часу наприкінці акту гравцю присуджуються бонусні очки. У разі смерті персонажа гра починається заново або з контрольної точки. Дійшовши до кінця рівня, гравець повинен відзначити їхнє завершення, торкнувшись таблички із зображенням Роботніка.
На вибір гравцю доступні два персонажі: їжак Сонік і єхидна Наклз. Здібності та напади Соніка схожі на ті, що використовувалися в попередніх іграх, але при цьому у нього з'явилася можливість робити подвійний стрибок, який дозволяє досягти великих висот. Наклз, як і у грі Sonic & Knuckles, вміє лазити по стінах і здійснювати плановий політ, завдяки якому він може перелітати на невеликі відстані, поступово втрачаючи висоту.
У другому акті кожної зони знаходяться портали у вигляді кільця, що ведуть на спеціальні етапи. На цих етапах гравець повинен зібрати смарагди Хаосу. Якщо гравець збере їх всі, то відкриється фінальна битва з босом, після проходження якої гравець побачить хорошу кінцівку гри. Спеціальні етапи схожі на ті, що представлені в іграх Sonic the Hedgehog 2 та Sonic 3D. Гравець повинен на шляху збирати кільця та ухилятися від перешкод. При проходженні рівня з 50 кільцями гравець отримує Ізумруд Хаос.

## Розробка та вихід гри
У розробці гри Sonic Blast брала участь компанія Aspect Co., яка раніше створила дві інші ігри серії для Sega Game Gear — Sonic Chaos і Sonic Triple Trouble. Розробники вирішили реалізувати в новій грі попередньо відтворену 3D графіку, щоб надати Sonic Blast більш просунутого вигляду в порівнянні з іншими іграми для Game Gear. Команда черпала ці ідеї з 16-бітної гри від компанії Nintendo — Donkey Kong Country, в якій використовувалися спрайти, відрендеровані в тривимірній графіці.
На момент виходу Sonic Blast була однією з останніх ігор, розроблених для цієї консолі й останньою грою приставки для японського ринку, наперекір того, що підтримка Game Gear в Японії закінчилася в 1995. Назва Sonic Blast на території США та Європи була обрана за аналогією з грою Sonic 3D Blast, яка також вийшла у 1996 році, а сама Sonic Blast спочатку замислювалася як портована версія Sonic 3D для консолі Game Gear.
Версія гри для консолі Sega Master System була випущена через рік на території Бразилії. Виданням гри займалася компанія Tectoy. Версія Sonic Blast для Master System відрізнялася від версії для Game Gear графікою — гра мала вищу роздільну здатність, завдяки чому спрайти персонажів стали займати меншу частину екрана в порівнянні з оригінальною версією, проте кількість кольорів, що одночасно показувалися на екрані, зменшилася. З іншого боку, відзначалися деякі технічні недоліки, такі як знижена швидкість гри.
Існує кілька портів для ігрових систем різних поколінь. Sonic Blast з'явилася на Microsoft Windows і Nintendo GameCube як мініігри в Sonic Adventure DX: Director's Cut, і доступна у збірнику Sonic Mega Collection Plus. 18 квітня 2012 року в Японії та 14 червня того ж року в Європі та Австралії, гра стала доступна для приставки Nintendo 3DS, через сервіс Nintendo eShop. Пізніше, 20 червня 2013 року Sonic Blast стала доступною на 3DS на території Північної Америки.

## Оцінки та відгуки
| Видання | Оцінка |
| ------- | ------ |
| AllGame | [ 11 ] |

Sonic Blast одержала змішані відгуки від критиків. В основному гру критикували за низьку швидкість та технічні проблеми, але похвалу отримали ігровий процес та візуальний стиль.
Оглядач португальського сайту Power Sonic оцінив гру у 8 балів з 10. З переваг рецензент відзначав насамперед гарну графіку та геймплей, зокрема можливість грати за Наклза. Тим не менш, деякі елементи гри були піддані критиці, такі як бої з босами та рівні під водою, названі «жахливими». Також до недоліків було віднесено розчаровуючу музику. Але загалом критик зазначив, що Sonic Blast вийшла захоплюючою грою. Рецензент з італійського сайту Retrogaming History також оцінив Sonic Blast у 8 балів із 10, назвавши гру цікавою та веселою. На Nintendo Life залишили змішаний відгук, відзначивши цікавий геймплей і можливість грати за Наклза, але розкритикував невдалі рівні, а також «каламутні кольори і хитку анімацію». «Sonic Blast є досить гарною грою про Соніка, яку варто випробувати шанувальникам і особам, які цікавляться грою» — заявив Джеймс Ньютон у своєму підсумку. На сайті AllGame Sonic Blast оцінена в три з половиною зірки із п'яти.
Проте деякі оглядачі оцінили гру менш позитивно. Сиріл Лечіл із сайту Defunct Games поставив Sonic Blast оцінку «C-». Хоча критик позитивно оцінив ігровий процес, але відзначив серед недоліків графічний стиль, незручне управління та бонуси на рівнях. Також критику зазнала низька швидкість гри, викликана технічними обмеженнями приставки. Оглядач сайту Retrocopy дав Sonic Blast оцінку в 5 балів з 10. З переваг гри були відзначені дизайн рівнів, графіка і музика, але через повільний ігровий процес і спрайти персонажів, що займають більшу частину екрана, рецензент знизив оцінку.